# The A-Team

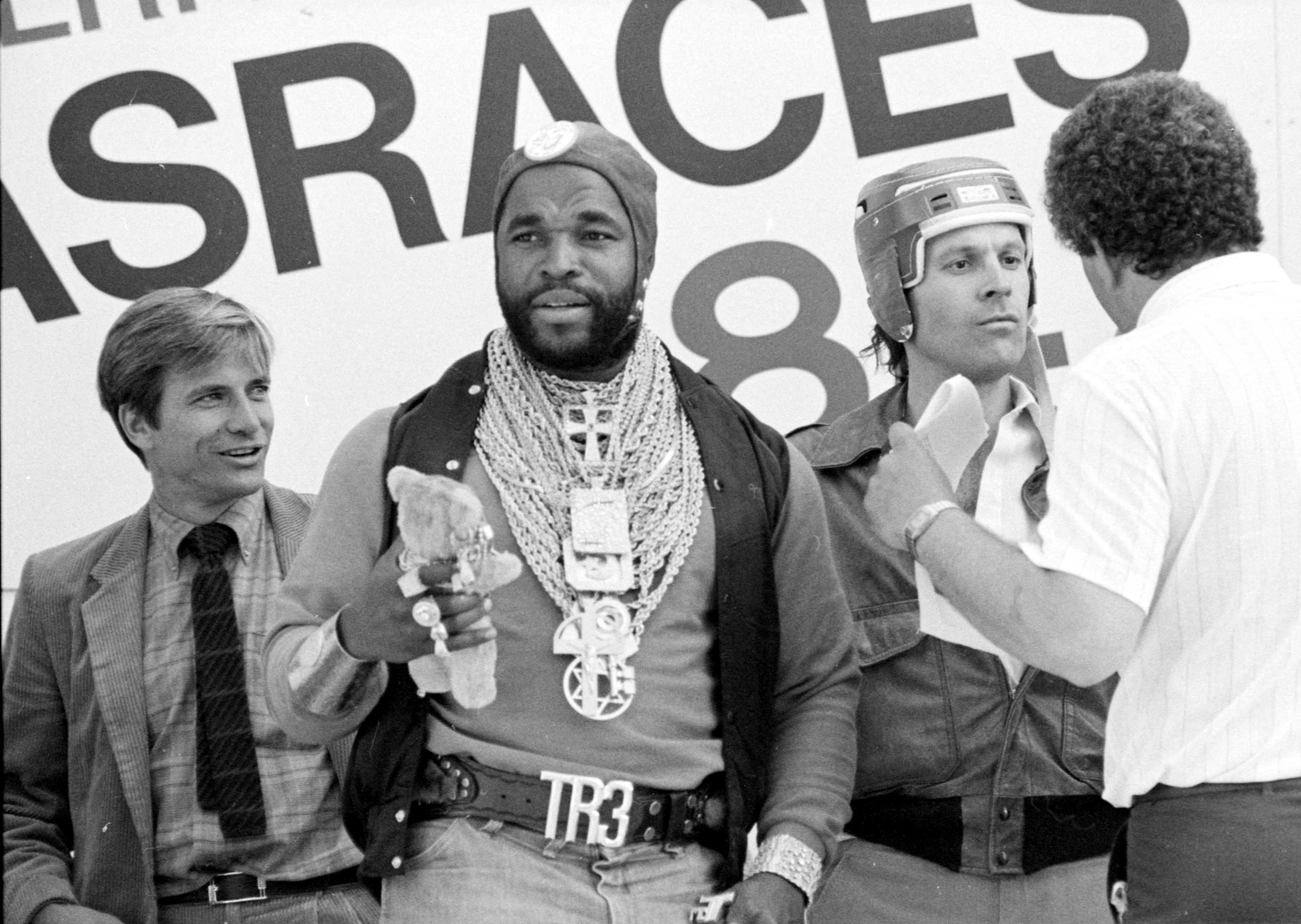
Três membros do The A-Team (da esquerda para direita): Face (Dirk Benedict), B.A. Baracus (Mr. T) e "Howling Mad" Murdock (Dwight Schultz) no circuito de Zandvoort em 1984.

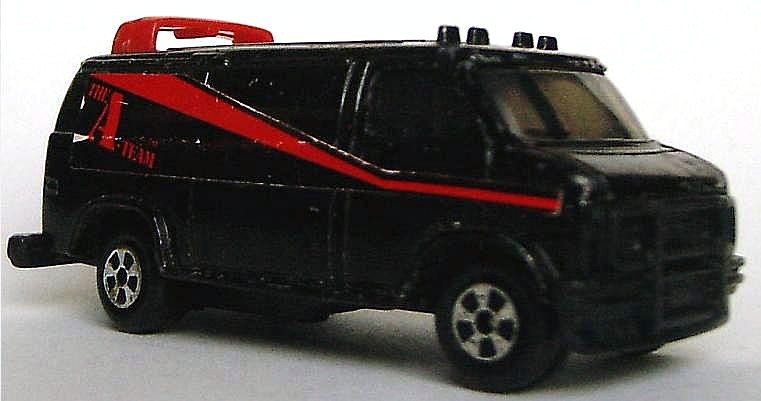
Miniatura GMC Vandura do The A-Team

The A-Team é uma série de televisão americana, exibida originalmente pela rede de televisão NBC, entre os anos de 1983 e 1987, sobre um grupo fictício de ex-comandos do Exército dos Estados Unidos que atuavam como mercenários, utilizando práticas comuns da Guerra do Vietnã.

## O nome da série
O termo "A-Team" (Inglês para "Equipa A"), do título original, refere-se à designação das subunidades básicas das Forças Especiais do Exército dos EUA (conhecidas como os "Boinas Verdes"), a que, supostamente, as personagens da série teriam pertencido. A letra "A" significa "away" e o termo "A-Team" significa "Grupo Avançado", utilizado para os destacamentos que iam à frente das tropas, em território inimigo, reconhecendo o terreno e preparando o avanço das forças militares.

## Personagens
- George Peppard como Coronel John "Hannibal" Smith
- Dwight Schultz como Capitão H.M. "Howling Mad" Murdock (Louco Furioso na versão brasileira)
- Dirk Benedict como Tenente Templeton "Faceman" Peck (Cara-de-Pau na versão brasileira)
- Mr. T como Sargento Bosco Albert "Bad Attitude" Baracus a.k.a. B. A. Baracus
- Melinda Culea como Amy Amanda "Triple A" Allen
- Marla Heasley como Tawnia Baker
- Robert Vaughn como General Hunt Stockwell
- Eddie Velez como Frankie "Dishpan" Santana

## Enredo
No final da Guerra do Vietname, o esquadrão comandado pelo coronel John "Hannibal" Smith é acusado injustamente de um assalto ao Banco de Hanói. Crime, que, embora tenham cometido, fora encomendado por seus superiores. Com a morte de seus superiores na base no Vietnã, eles não puderam provar sua inocência. Condenados, eles escapam de uma penitenciária de segurança máxima e permanecem foragidos nos subúrbios de Los Angeles, ganhando a vida como Soldados da Fortuna.
A partir de então, passam a ser perseguidos pelo Coronel Lynch, e logo depois, pelo Coronel Decker, aplicando vários golpes e fazendo ambos de palhaços para conseguir escapar.
Pessoas que precisam de operações especiais (proteção, resgate, provar inocência, capturar policiais corruptos, etc) e querem contratá-los são indicadas a procurar um velhinho em uma lavanderia (Hannibal disfarçado), que analisa o caso e marca o encontro com o Esquadrão A.
Missão por missão, cada membro do grupo tem sua função específica, que se articulam para realizar os planos malucos do Coronel Hannibal.
Murdock "Louco Furioso" ("Howling Mad" Murdock) é um maluco interno do hospital psiquiátrico de veteranos de guerra, que em diversos momentos deixa todos intrigados se ele é realmente louco. Todas as vezes consegue dar um jeito de escapar do hospício para realizar as missões, voltando para lá no final. Suas habilidades no grupo são pilotar helicópteros e aviões, além de irritar o sargento B.A. Baracus com seu cão imaginário.
Templeton "Cara-de-pau" (Templeton "Faceman" Peck, ou simplesmente "Face") é o responsável por conseguir os recursos para cada missão, como carros, passagens aéreas, hotéis, suprimentos, equipamentos, informações e tudo o que for necessário. Consegue tudo o que precisa utilizando sua conversa fiada ou seu charme com as mulheres. Geralmente sua história é de que é um produtor de hollywood e de que tudo o que está comprando, alugando ou pegando emprestado é para figurar na gravação de um filme.
John "Hannibal" Smith, sempre fumando um charuto, ganha a vida como ator figurante, que faz bicos e pequenas aparições (sempre disfarçado de monstros ou velhinhas). Seu papel no grupo é se passar por outras pessoas com seus disfarces realísticos, além de elaborar os planos mirabolantes, que sempre acabam dando certo. Mesmo quando os problemas são simples de serem resolvidos, ele "faz isso pelo Jazz" (uma forma de ele expressar que gosta de viver as emoções intensamente). Geralmente conclui as missões com sua imortal frase "adoro quando um plano dá certo".
B. A. Baracus é o piloto do furgão, o mecânico, o especialista em construir engenhocas e o grandão que se envolve nas lutas físicas. Tem um carisma muito forte com as crianças, a quem protege e orienta. Morre de medo de voar, e precisa ser dopado pelos amigos para entrar em um avião ou helicóptero, principalmente se estes forem pilotados pelo maluco do Murdock, a quem geralmente tem um desejo explícito de agredir. Adora leite.
Amy Allen é uma jornalista que se juntou ao grupo no primeiro episódio, após a missão de resgate de um de seus colegas no México. A especialidade dela é providenciar as pesquisas necessárias para que as missões possam começar, além de ser a responsável por uma rede de contatos que garante que nada falte ao Esquadrão Classe A. É ela também a responsável por tirar eles das encrencas quando isso exige um pouco mais do que emoção e força bruta.
Nas missões, geralmente quem contrata o Esquadrão tem o primeiro contato com um velhinho (Hannibal disfarçado) em uma lavanderia de Los Angeles, que marca o encontro com o restante do grupo, onde a missão é apresentada.
Daí em diante, eles apagam o B.A. para voarem, provocam os adversários, infiltram escutas, constroem veículos e equipamentos extraordinários, disfarçam-se e envolvem-se em grandes confusões. E tudo isso fugindo das perseguições comandadas pelos coronéis Lynch e Decker.

## Ocrimeque eles não cometeram
A história do assalto ao banco de Hanói vai aparecendo aos poucos ao longo dos episódios.
Já no final da Guerra do Vietnã, o Esquadrão recebe do oficial comandante, Coronel Morrison, a missão de assaltar o banco de Hanói, com a esperança de ajudar a guerra a chegar ao fim.
Ao voltarem 4 dias depois do fim da guerra para a base, encontram o quartel general queimado e o Coronel Morrison e todos os oficiais assassinados por Viet Congs.
Como não havia provas de que eles estavam cumprindo ordens militares, a corte militar os manda para o presídio de Fort Bragg.

## Brasil e Portugal

### Transmissão no Brasil
A série foi exibida às sextas à noite no SBT entre 1984 e 1986, e às quartas entre 1986 e 1989, sendo uma das séries mais populares da década de 1980. Entre 1991 e 1995, foi exibida nas tardes da Sessão Aventura na Rede Globo. Entre 2005 e 2008 foi exibida pelo canal de televisão a cabo T C M Classic Hollywood, propriedade da companhia Time Warner, sendo sua locução dublado por seus dubladores originais dos estúdios BKS.

### Lançamento em DVD no Brasil
No Brasil, foi lançado em Março de 2005 o box de DVDs da primeira temporada do Esquadrão Classe A, e em janeiro de 2006 foi lançado o box da segunda temporada. Ambos tem apenas o áudio original no idioma inglês e legendas em diversas línguas. Alguns episódios tem também áudio dublado em japonês.

### Transmissão em Portugal
Estreou na RTP1 no dia 4 de Outubro de 1984 às 21h10 e ficou conhecida pelo nome de Soldados da Fortuna com locução original e legendada em português. O seu horário era às quintas-feiras, na faixa das 21h/22h de 04/10/1984 até 13/12/1984. Na década de 1990 a TVI adquiriu os direitos de transmissão e exibiu a dobragem brasileira, ficando a ser conhecida por Esquadrão Classe A. Posteriormente foi transmitida na SIC Radical na sua locução original, legendada e novamente com o nome Soldados da Fortuna. Em 2010/11, foi transmitida na RTP Memória e a partir de dia 1 de Dezembro de 2016, o canal passou a repor novamente a série, digitalmente remasterizada e legendada.

## Vinheta de abertura

### Português do Brasil
Há dez anos, uma equipe de comandos especiais foi mandada para a prisão por um tribunal militar por crime que não haviam cometido. Esses homens escaparam da prisão militar de segurança máxima passando a viver secretamente em Los Angeles. Ainda hoje são procurados pelo governo e sobrevivem como aventureiros, Soldados da Fortuna. Se você tem algum problema, se ninguém mais puder ajudá-lo e se conseguir encontrá-los, talvez consiga contratar o ESQUADRÃO CLASSE A”

### Português de Portugal
Em 1972, uma unidade dos comandos foi mandada para a prisão por um tribunal militar, por um crime que não cometeram. Estes homens fugiram de uma prisão de segurança máxima para o submundo de Los Angeles. Hoje, ainda procurados pelo Governo, sobrevivem como mercenários. Se tiverem um problema em que mais ninguém os possa ajudar, e os encontrarem, talvez possam contratar os Soldados da Fortuna.
Nota: De acordo com a legendagem da RTP. 

### Inglês
In 1972, a crack commando unit was sent to prison by a military court for a crime they didn't commit. These men promptly escaped from a maximum security stockade to the Los Angeles underground. Today, still wanted by the government, they survive as soldiers of fortune. If you have a problem, if no one else can help, and if you can find them, maybe you can hire the A-Team!

## Nomes da série no mundo
- The A-Team — EUA, Canadá e México
- Das A-Team — Alemanha e Áustria
- Agence Tous Risques — França
- Esquadrão Classe A — Brasil e Portugal
- Soldados da Fortuna — Portugal
- Equipo A — Argentina, Paraguai, Uruguai e Chile
- El Equipo A — Espanha
- Drużyna A — Polônia
- A-Komanda — Lituânia
- A Takımı — Turquia
- Los Magníficos — Colômbia

Em muitos outros lugares do mundo a série manteve seu nome original em inglês.

## Adaptações

### Quadrinhos
Durante a década de 1980 a série ganhou também uma adaptação em quadrinhos publicada pela Marvel Comics. Ao final de 2009, foi anunciado pela editora IDW o lançamento de duas novas mini-séries baseadas no seriado: Shotgun Wedding e War Stories.

### Brinquedos
No Brasil, foram lançados brinquedos, como bonecos dos personagens, o furgão do Esquadrão A, jogos, álbum de figurinhas, entre outros produtos.
- No Brasil, os brinquedos foram comercializados pela empresa Glasslite.
- Atualmente há versões do furgão GMC do Esquadrão sendo vendidas. Há uma versão em controle remoto, em escala 1/15, fabricada desde 2008 pela empresa britânica Hitari. Há duas versões em escalas 1/43 e 1/64, integrantes do catálogo 2012 da Hot Wheels, fabricada pela empresa Mattel.

### Filme
Em 2010, a série ganhou uma versão cinematográfica, com Liam Neeson, como Hannibal; Bradley Cooper, como Faceman; Sharlto Copley, como Murdock; Quinton Jackson como B.A. Baracus; e Jessica Biel, como Tenente Sosa.